# Експериментални аутоимуни енцефаломијелитис
Експериментални аутоимуни енцефаломијелитис или експериментални алергијски енцефаломијелитис (акроним ЕАЕ) је животињски модел запаљења мозга. То је инфламаторна демијелинизирајућа болест централног нервног система (ЦНС), која се углавном користи код глодара и широко се проучава као животињски модел демијелинизирајућих поремећаја ЦНС код људи, укључујући мултиплу склерозу (МС) и акутни дисеминовани енцефаломијелитис (АДЕМ). Експериментални аутоимуни енцефаломијелитис је такође прототип за аутоимуну болест посредовану Т-ћелијама уопште.

## Историја
Експериментални аутоимуни енцефаломијелитис је настао након запажања Thomas M. Rivers, D. H. Sprunt-а и G. P. Berry-а  1933. године  током опоравка од вирусних болести,  Њихови налази о преносу запаљеног ткива пацијента на примате објављени су у Journal of Experimental Medicine. Као акутна монофазна болест, наводи се да је ЕАЕ много сличнији АДЕМ-у него МС.

## Опште информације
Мултипла склероза (МС) је мултифокална демијелинизирајућа болест централног нервног система (ЦНС) која доводи до прогресивног уништавања мијелинског омотача који окружује аксоне. Може се показати различитим клиничким и патолошким манифестацијама, које могу одражавати укључивање различитих патогених процеса. Иако механизми који доводе до развоја болести нису у потпуности схваћени, бројни докази указују на то да је МС аутоимуна болест, чије почетак и прогресија зависе од аутоимуног одговора на мијелинске антигене. Поред тога, генетска осетљивост и еколошки окидачи вероватно доприносе започињању болести. У овом тренутку не постоји лек за МС, али постоји неколико терапија које модификују болест (ДМТ) за контролу и успоравање прогресије болести. Добар број ових ДМТ-а је идентификован и тестиран коришћењем животињских модела МС који се назива експериментални аутоимуни енцефаломијелитис (ЕАЕ).  

## Примена
ЕАЕ се може индуковати код неколико врста животиња, укључујући мишеве, пацове, заморце, зечеве и примате. Најчешће коришћени антигени код глодара су они присутни у кичменој мождини, пречишћеном мијелину, мијелинском протеину или пептидима из ових протеина, што све резултује различитим моделима са различитим  како имунолошким тако и патолошким карактеристикама болести.
ЕАЕ се такође  може индуковати пасивним трансфером Т ћелија које су специфично реактивне на ове мијелинске антигене.
У зависности од коришћеног антигена и генетскогсастава животиње, глодар  може имати монофазни напад ЕАЕ, релапсно-ремитентни облик или хронични ЕАЕ. 
Типични осетљиви глодари ће показати клиничке симптоме око две недеље након имунизације и показаће се болешћу која се понавља. Први архетипски клинички симптом је слабост репа која напредује до парализе репа, након чега следи напредовање ка телу које утиче на задње удове и на крају на предње удове. Међутим, слично мултиплој склерози, симптоми болести одражавају анатомску локацију инфламаторних лезија и могу такође укључивати измењену емоционалну стабилност, губитак сензора, оптички неуритис, потешкоће са координацијом и равнотежом (атаксија) и слабост мишића и грчеве. 
Опоравак од симптома може бити потпун или делимичан, а време варира у зависности од симптома и тежине болести. У зависности од интервала ремисије и релапса, испитаници могу имати до 3 избијања болести у току експерименталног периода.

## Значај
Патофизиологија мултипле склерозе је сложена, укључује различите типове ћелија, аутоантигене повезане са мијелином и модификујући генетске факторе и факторе животне средине. Стога је нереално очекивати да један животињски модел рекапитулира све карактеристике патофизиологије мултипле склерозе и да обухвати генетску разноликост популације пацијената и низ елемената животне средине који могу утицати на почетак и прогресију болести. Уместо тога, сваки ЕАЕ модел опонаша одређени аспект мултипле склерозе а разноликост модела пружа значајну снагу.
Важно је да су  ЕАЕ модели показали изузетно корисним за откривање и тестирање ефикасности ДМТ-а. 
Спонтани ЕАЕ модели посебно обећавају као систем за проучавање патогенезе мултипле склерозеи биће изузетно корисни за тестирање једињења која могу побољшати или спречити болест. 
Напредак у циљању гена код мишева сада омогућава истраживачима да условно изразе или избришу ген од интереса на начин специфичан за тип ћелије. Ово у великој мери истраживачима убрзава процес идентификације механизама који стоје иза развоја, одржавања и регулације патогеног имуног одговора током аутоимуности ЦНС.
Напредак у циљању гена код мишева нам сада омогућава да условно изразимо или избришемо ген од интереса на начин специфичан за тип ћелије. Ово у великој мери убрзава процес идентификације механизама који стоје иза развоја, одржавања и регулације патогеног имуног одговора током аутоимуности ЦНС.
Међутим, потребни су додатни модели који би опонашали прогресивну мултиплу склерозу и прогресивно оштећење ткива које се јавља код примарно прогресивне мултипле склерозе. 